# Víctor Casadesús
Pour les articles homonymes, voir Casadesus et Castaño.
Víctor Manuel Casadesús Castaño né le 28 février 1985 à Algaida, est un footballeur espagnol qui joue au poste d'avant-centre à l'Inter Club d'Escaldes.

## Palmarès

### En club
- Levante UD
  - Champion d'Espagne de D2 en 2017

### En sélection
- Espagne -19 ans
  - Vainqueur du Championnat d'Europe des moins de 19 ans en 2004